# Elza
Az Elza női név, amely az Elisabeth (magyarul: Erzsébet) német rövidüléséből származik.

## Rokon nevek
Erzsébet és származékai

## Gyakorisága
Az 1990-es években igen ritka név, a 2000-es években nem szerepel a 100 leggyakoribb női név között.

## Névnapok
- december 1.[2]
- december 13.[2]

## Híres Elzák
- Szamosi Elza (1884–1924) operaénekesnő.
- Kozma Elza (1932–) újságíró, szerkesztő, bábjátékíró, pedagógiai író.
- Brabanti Elza, a Lohengrin (opera) főszereplője.
- Elza királynő, a Jégvarázs (Frozen) című mese egyik főszereplője.
- Elza, oroszlán, Joy és George Adamson nevelte fel (1956–1961)[5]